# Евпатий
Евпа́тий (предположительно от греч. eupathēs — хорошо воспринимающий, чувствительный) — старое редкое мужское личное имя.

## Известные носители
Евпатий Коловрат — легендарный русский богатырь.